# Ceratomyxa annulata
Ceratomyxa annulata is een microscopische parasiet uit de familie Ceratomyxidae. Ceratomyxa annulata werd in 1960 beschreven door Meglitsch. 